# Benim İçin Üzülme
Benim Için Üzülme (deutsch: Trauer nicht um mich) ist eine türkische Fernsehserie, die ab dem 6. November 2012 beim Privatsender atv ausgestrahlt wurde. Die 2. Staffel lief beim Privatsender Show TV an. Die Idee zur Serie kam vom türkischen Sänger und mittlerweile Regisseur Mahsun Kirmizigül, der auch gleichzeitig der Hauptregisseur der Serie ist.
Die TV-Serie handelt von der Liebe der kurdischen Saisonarbeiterin Buke (Fulya Zenginer) zu dem Lasen Niyazi (Tansel Öngel). Die Serie wurde im Nordosten der Türkei (vor allem in Hopa und in Rize), aber auch in Georgien (in Batumi) gedreht.

## Handlung
Die kurdische Saisonarbeiterin Buke kommt mit ihrem Vater nach Hopa im Nordosten der Türkei, um als Teepflückerin zu arbeiten. Sie verliebt sich in den Sohn ihres Arbeitgebers – Niyazi – und dieser in sie. Anfangs halten sie ihre Liebe noch geheim, doch als der Blutsbruder von Niyazi – Harun – sich ebenfalls in Buke verliebt und sie sogar heiraten will, gesteht Buke ihrem Vater ihre Liebe zu Niyazi. Für Harun, der davon erfährt, ist sein bester Freund Niyazi gestorben und von dem Tag an beginnt ein tiefer Hass.
Am Tag der Verlobung von Niyazi und Buke wird Ahmed, der Bruder von Niyazi, von einem Cousin von Buke, der ebenfalls in sie verliebt war, versehentlich erschossen. Dieser wollte eigentlich Niyazi töten. Später begeht der Mörder Selbstmord, als er von der Jandarma gejagt wird. Der Tod von Ahmed trifft die Mutter und die Schwester von Niyazi sehr und seitdem beginnen sie Buke zu terrorisieren.
Die erste Staffel endet damit, dass Harun, der auf Flucht war, weil er zwischenzeitlich Niyazi mit einem Messer gestochen hatte, aus Versehen auf Buke schießt.
In der zweiten Staffel erfährt man, dass Buke durch diesen Schuss nie ein Kind bekommen kann, weswegen sie sich von Niyazi trennt und mit Harun zusammenkommt.

## Charaktere
| Schauspieler/in      | Rolle          | Charakter |
| -------------------- | -------------- | --- |
| Fulya Zenginer       | Buke           | Buke ist eine kurdische Saisonarbeiterin, die sich in Niyazi verliebt. Sie kommt ursprünglich aus Kars. Am Ende der ersten Staffel heiraten die beiden tatsächlich, trennen sich in der zweiten Staffel jedoch voneinander. Stattdessen kommt Buke mit Harun zusammen. |
| Tansel Öngel         | Niyazi         | Niyazi entstammt einer bekannten lasischen Familie und verliebt sich in Buke. Er hat nach dem Tod seines Vaters die Vaterrolle für seine Geschwister übernommen und ist äußerst reif. Nach der Trennung von Buke in der zweiten Staffel heiratet er aus Zwang seine Kindheitsfreundin Filiz. |
| Eren Hacisalihoglu   | Harun          | Harun ist der frühere beste Freund von Niyazi und tiefst verbittert, dass dieser Buke bekommt und er nicht. Er versucht öfters, das Glück der beiden zu verhindern, was in der zweiten Staffel klappt, als er mit Buke zusammenkommt. |
| Bayazit Gülercan     | Enver          | Enver – genannt „Enver Dede“ (Großvater Enver) – ist der Großvater von Niyazi und setzt sich in jeder Situation für ihn und Buke ein. Er ist sehr weise und versucht, jedem zu helfen. |
| Ruchan Caliskur      | Melahat        | Melahat – genannt „Melahat Nene“ (Großmutter Melahat) – ist die Frau von Enver. Sie liebt ihre Familie und setzt sich immer für Buke ein. Sie ist sehr mütterlich und übernimmt für Niyazi die Mutterrolle, nachdem ihm seine Mutter wegen der Heirat mit Buke böse ist. |
| Caglar Ertugrul      | Sinan          | Sinan ist einer der zwei Brüder von Niyazi. Zu Anfang der Serie kommt er gerade von der Armee. Er ist mit Irmak zusammen. Im Laufe der Serie entwickelt sich eine Parallelhandlung, als sich Sinan in Bahar verliebt. |
| Baris Arduc          | Ahmet          | Ahmet ist der jüngste Bruder von Niyazi. Er ist ein begnadeter Fußballspieler und wird zum Probetraining bei Trabzonspor eingeladen, wird jedoch ohne davon zu erfahren zuvor von Bukes Cousin erschossen. |
| Öykü Celik           | Bahar          | Bahar ist die Schwester von Harun. Obwohl sie mit Sahin zusammenlebt, verliebt sie sich im Laufe der Serie in Sinan. |
| Tugba Com            | Emine          | Emine ist die Schwester von Niyazi. Sie hält immer zu ihrer Mutter und terrorisiert das Leben von Buke. |
| Ünal Silver          | Sahin          | Sahin ist ein reicher Holdingbesitzer und der Ehemann von Meryem, der Schwester Melahats, die im Wachkoma liegt. Er lebt gleichzeitig mit Bahar zusammen. |
| Sacide Tasaner       | Nermin         | Nermin ist die Mutter Niyazis. Sie kann es nicht verkraften, dass ihr Sohn Ahmet gestorben ist und beschuldigt Buke dafür. |
| Timur Ölkebas        | Arif           | Arif – genannt „Laz Einstein“ (lasischer Einstein), weil er ein Erfinder ist – ist der Ehemann von Emine. |
| Arda Asik            | Onur           | Onur ist der gemeinsame Sohn von Arif und Emine. |
| Rana Cabbar          | Resul Avcioglu | Resul ist der Vater von Harun. Er ist äußerst gierig und machohaft. In der zweiten Staffel nimmt er eine seiner Arbeiterinnen bei sich auf, verstirbt aber an den Folgen von einer Überdosis Potenzmittel. |
| Yasemen Büyükagaoglu | Hacer          | Hacer ist die Mutter Haruns und äußerst fürsorglich. |
| Özlem Baskaya        | Fehime         | Fehime ist die ältere Schwester von Harun. Sie war in ihrer Jugend mit Mustafa zusammen und wurde schwanger von ihm. Nachdem Mustafa aber ins Gefängnis musste, wurde sie mit Yasar zwangsverheiratet und hat zwei Kinder von ihm. |
| Mehmet Polat         | Yasar          | Yasar kommt ursprünglich aus Hatay. Resul sorgte jedoch für ihn und verheiratete ihn mit seiner Tochter Fehime. Im Laufe der ersten Serie brennt Yasar mit der russischen Ballettlehrerin Anna durch, kehrt aber nach ihrem Tod zurück und sorgt für seine alte Familie. |
| Ahmet Varli          | Orhan          | Orhan ist der geistig zurückgebliebene Sohn von Fehime und Mustafa. Am Anfang der Serie ist er auf der Suche nach dem angeblichen Grab seines Vaters. Als dieser im Laufe der ersten Serie zurückkehrt, ist er überglücklich, jedoch am Boden zerstört, als er kurz darauf von der georgischen Mafia ermordet wird. Er verliebt sich anfangs in Anna, mit der später Yasar durchbrennt, in der zweiten Staffel aber in die Putzfrau Halime. Da er keinen Vater hat, übernimmt Arif die Vaterrolle und wird sein Mentor. Zwischen ihnen herrscht ein liebevolles Verhältnis und sie erfinden immer neue Sachen. |
| Elif Korkmaz         | Birgül         | Birgül ist die 17-jährige Tochter von Fehime und Yasar. |
| Ahmet Ali Kutoglu    | Resul Seker    | Resul ist der Sohn von Yasar und Fehime. |
| Serpil Gül           | Meryem         | Meryem ist die Schwester von Melahat und die Ehefrau von Sahin. Sie ist, seit Sahin sie versehentlich die Treppe runtergeschubst hat, im Wachkoma. Im Laufe der beiden Staffeln kommt sie zu sich, wird jedoch von Sahin, der Angst hat, dass die Wahrheit ans Tageslicht kommt, eingesperrt und mundtot gemacht. |
| Selin Sekerci        | Irmak          | Irmak ist die Freundin von Sinan, die er seit dem Studium kennt. Sie liebt Sinan sehr, doch als sie merkt, dass er sich in Bahar verliebt, ist sie am Boden zerstört. Sie erfährt, dass sie schwanger von Sinan ist, worauf Sinan sie heiraten muss. |
| Sevket Capkinoglu    | Necmi          | Necmi – genannt „Mourinho Necmi“ (nach dem Fußballtrainer) – ist ein sehr guter Freund von Niyazi, Harun und Arif. Er war früher der Fußballtrainer von Ahmet, hört damit aber nach dessen Tod auf. Er betreibt ein Café. |
| Nalan Örgüt          | Fatma          | Fatma ist die beste Freundin von Nermin und Mutter von Filiz. Sie lästert für ihr Leben gerne. |
| Hande Kaptan         | Filiz          | Filiz ist die Tochter von Fatma und seit ihrer Kindheit in Niyazi verliebt. Dieser erwidert jedoch ihre Gefühle nicht. Fatma, Nermin und Emine tun alles Mögliche, damit Niyazi Filiz heiratet statt Buke. In der zweiten Staffel heiraten die zwei tatsächlich. |
| Necmettin Cobanoglu  | Davut          | Davut ist der Vater von Buke. Da seine Frau frühzeitig verstarb, ist ihm seine Tochter das Wichtigste auf der Welt. Im Laufe der ersten Staffel erkrankt er, wird jedoch durch finanzielle Unterstützung von Niyazi wieder gesund. |

## Ausstrahlung
| Saison    | Sendeplatz     | Staffelpremiere    | Staffelende    | Produzierte Episoden | Ausgestrahlte Episoden | TV-Saison |
| --------- | -------------- | ------------------ | -------------- | -------------------- | ---------------------- | --------- |
| 1. Saison | Dienstag 20:00 | 6. November 2012   | 11. Juni 2013  | 32                   | 1–32                   | 2012–2013 |
| 2. Saison | Dienstag 20:00 | 17. September 2013 | 29. April 2014 | 22                   | 33–55                  | 2013–2014 |